# Nomomyia
Nomomyia is een vliegengeslacht uit de familie van de roofvliegen (Asilidae).

## Soorten
- N. ivetteae Artigas, 1970
- N. murina (Philippi, 1865)